# Milczenie baranów
Milczenie baranów (wł. Il Silenzio dei Prosciutti, ang. The Silence of the Hams) – włosko-amerykańska komedia z 1994 roku napisana i wyreżyserowana przez Ezio Greggia, będąca parodią filmów grozy takich jak Milczenie owiec (1991) oraz Psychoza (1960).

## Fabuła
Początkujący detektyw Jo Dee Foster (Billy Zane) rozwiązuje swoją pierwszą sprawę, w którą zamieszany jest seryjny morderca. Aby znaleźć zabójcę detektyw musi poprosić o pomoc skazanego mordercę dr. Animala Kanibala Pizzę (Dom DeLuise), osadzonego za jedzenie pizzy z ludzkim mięsem. Podczas śledztwa dziewczyna policjanta, Jane Wine (Charlene Tilton) kradnie swojemu szefowi dużą sumę pieniędzy i ukrywa się w Motelu Cmentarzysko. Aby odnaleźć i ją, i poszukiwanego mordercę, Jo prosi o pomoc detektywa Balsama (Martin Balsam) i dr. Pizzę.

## Obsada
- Billy Zane – Jo Dee Foster
- Dom DeLuise – dr Animal Kanibal Pizza
- Ezio Greggio – Antonio Motel
- Charlene Tilton – Jane Wine
- Joanna Pacuła – Lily Wine
- Martin Balsam – Martin Balsam
- Stuart Pankin – Pete Putrid
- John Astin – strażnik więzienny
- Tony Cox – strażnik więzienny